# Myriam Casanova
Myriam Casanova (* 20. Juni 1985 in Altstätten, Kanton St. Gallen) ist eine ehemalige Schweizer Tennisspielerin. Sie gehörte von 2001 bis 2005 dem Schweizer Fed-Cup-Team an.

## Karriere
Ihr erstes Profiturnier bestritt sie 1999. Der grösste Erfolg ihrer Karriere gelang ihr 2002, als sie sich im Final des WTA-Turniers von Brüssel in zwei Sätzen gegen Arantxa Sánchez Vicario durchsetzen konnte. Ausserdem erreichte sie im selben Jahr den Final von Budapest, unterlag dort jedoch Martina Müller aus Deutschland.
Ebenfalls im selben Jahr wurde sie bei der Wahl zu den Schweizer Sportlern des Jahres zur besten Newcomerin gekürt. Im April 2003 erreichte sie mit Platz 45 ihre beste Platzierung in der Tennis-Weltrangliste.
Casanova war auch eine sehr gute Doppelspielerin. 2003 erreichte sie mit ihrer französischen Partnerin Marion Bartoli den Halbfinal der US Open sowie den Halbfinal der Turniere in Filderstadt und New Haven. 2004 stand sie an der Seite von Alicia Molik im Final des Turniers in Amelia Island und mit Eleni Daniilidou im Final von Antwerpen.
Im Laufe ihrer Karriere erspielte sich Casanova ein Preisgeld von 469'516 US-Dollar.
Bereits im Alter von 20 Jahren beendete Casanova ihre Karriere. Ihr letztes Match bestritt sie im Juli 2005 in den Fed-Cup-Playoffs, sie unterlag dort der Österreicherin Tamira Paszek mit 1:6 und 3:6.
Im Februar 2007 kehrte sie für eine einzige Partie bei einem ITF-Turnier in Biberach zurück. 2009 versuchte sie erneut ein Comeback; beim ITF-Turnier in Ismaingen kämpfte sie sich durch die Qualifikation und schied im Achtelfinal aus.

## Turniersiege

### Einzel
| Nr. | Datum              | Turnier   | Kategorie   | Belag           | Finalgegnerin           | Ergebnis      |
| --- | ------------------ | --------- | ----------- | --------------- | ----------------------- | ------------- |
| 1.  | 10. September 2000 | Zadar     | ITF $10'000 | Sand            | Zuzana Kučová           | 6:4, 6:1      |
| 2.  | 6. Mai 2001        | Nitra     | ITF $10'000 | Sand            | Anna Bastrikova         | 6:1, 6:3      |
| 3.  | 30. September 2001 | Belgrad   | ITF $10'000 | Sand            | Antonela Voina          | 7:5, 6:0      |
| 4.  | 7. Oktober 2001    | Novi Sad  | ITF $10'000 | Sand            | Daniela Casanova        | 6:4, 7:5      |
| 5.  | 16. Juni 2002      | Vaduz     | ITF $25'000 | Sand            | Chanelle Scheepers      | 6:1, 6:3      |
| 6.  | 14. Juli 2002      | Brüssel   | WTA Tier IV | Sand            | Arantxa Sánchez Vicario | 4:6, 6:2, 6:1 |
| 7.  | 27. Juni 2010      | Davos     | ITF $10'000 | Sand            | Wiktorija Kamenskaja    | 6:3, 4:6, 6:4 |
| 8.  | 20. März 2011      | Fällanden | ITF $10'000 | Teppich (Halle) | Diāna Marcinkēviča      | 6:3, 6:4      |

### Doppel
| Nr. | Datum              | Turnier  | Kategorie   | Belag | Partnerin        | Finalgegnerinnen                | Ergebnis |
| --- | ------------------ | -------- | ----------- | ----- | ---------------- | ------------------------------- | -------- |
| 1.  | 7. September 2001  | Zadar    | ITF $10'000 | Sand  | Daniela Casanova | Barbora Machovska Sarka Snorova | 6:2, 6:2 |
| 2.  | 30. September 2001 | Belgrad  | ITF $10'000 | Sand  | Daniela Casanova | Dragana Ilić Ljiljana Nanušević | 6:2, 7:5 |
| 3.  | 7. Oktober 2001    | Novi Sad | ITF $10'000 | Sand  | Daniela Casanova | Ana Cetnik Ljiljana Nanušević   | 6:1, 6:1 |

## Abschneiden bei Grand-Slam-Turnieren

### Einzel
| Turnier         | 2008 | 2009 | 2010 | Bilanz | Karriere |
| --------------- | ---- | ---- | ---- | ------ | -------- |
| Australian Open | —    | 1    | 1    | 0:2    | 1        |
| French Open     | —    | 1    | 3    | 2:2    | 3        |
| Wimbledon       | 3    | 1    | 1    | 2:3    | 3        |
| US Open         | 2    | 2    | 1    | 2:3    | 2        |

### Doppel
| Turnier         | 2008 | 2009 | Bilanz | Karriere |
| --------------- | ---- | ---- | ------ | -------- |
| Australian Open | 1    | AF   | 2:2    | 3        |
| French Open     | 2    | 2    | 2:2    | 2        |
| Wimbledon       | 2    | 2    | 2:2    | 2        |
| US Open         | HF   | 1    | 4:2    | HF       |